# کولومی
کولومی (به اسپانیایی: Colomi) یک شهر در بولیوی است که در شهرداری کولومی واقع شده‌است. کولومی ۳٬۶۹۹ نفر جمعیت دارد.